# He Long
He Long (chiń. upr. 贺龙; chiń. trad. 賀龍; Wade-Giles Ho Lung; ur. 22 marca 1896, zm. 8 czerwca 1969) – chiński wojskowy, marszałek ChRL.

## Życiorys
Urodził się w Sangzhi w prowincji Hunan w wiejskiej rodzinie. Nie otrzymał żadnego wykształcenia. W młodości działał w tajnej antymandżurskiej organizacji Gelaohui i aktywnie uczestniczył w ruchu republikańskim. Po rewolucji Xinhai stanął na czele szajki przemytników soli, dowodził także chłopską partyzantką walczącą z dyktaturą Yuan Shikaia, lokalnymi militarystami i skorumpowanymi urzędnikami. W marcu 1916 roku wraz ze swoimi ludźmi napadł na urząd podatkowy; zamordowali zarządcę, ukradli broń, a zrabowane pieniądze i inne dobra rozdali okolicznym wieśniakom.
Na początku lat 20. przeszedł na stronę Kuomintangu i wstąpił do wojska. Dowodził jednym z oddziałów Narodowej Armii Rewolucyjnej w trakcie ekspedycji północnej. W 1927 roku wstąpił do Komunistycznej Partii Chin.
Po rozłamie między KMT a KPCh dowodził wojskami komunistycznymi podczas powstania w Nanchangu w sierpniu 1927 roku, a po jego upadku stał na czele partyzantki działającej na pograniczu Hunanu i Hubei. Na kontrolowanym przez siebie wówczas obszarze występował przeciwko paleniu opium, tępił również hazard. Podczas Długiego Marszu prowadził na północ armię z frontu Hunan–Guizhou–Hubei–Syczuan. Odegrał istotną rolę podczas wojny chińsko-japońskiej z lat 1937–1945, walcząc w regionie Shanxi–Ningxia–Gansu. Dowodził także częścią sił ChALW podczas wojny domowej w latach 1946–1950.
W 1945 wszedł w skład KC KPCh, od 1956 należał także do Biura Politycznego. Po utworzeniu Chińskiej Republiki Ludowej piastował urząd wicepremiera (w l. 1954-1966) i stał na czele Państwowej Komisji Kultury Fizycznej i Sportu. W 1955 roku został mianowany jednym z 10 marszałków ChRL. W okresie rewolucji kulturalnej oskarżony o działanie na szkodę państwa, Partii oraz planowanie zamachu stanu, szykanowany z inspiracji Kang Shenga. Osadzony w areszcie i pozbawiony opieki lekarskiej zmarł w wyniku nieleczonej cukrzycy. W 1980 roku został pośmiertnie zrehabilitowany.